# 何勤华
何勤华（1955年3月—），男，上海人，中国法学家，教授、博士生导师。曾任华东政法大学校长。

## 生平
1982年毕业于北京大学法律系（与李克强是同班同学），1984年取得华东政法学院法学硕士，1998年获得北京大学法学博士。
1984年开始在华东政法学院教授法律史。1992年起享受国务院特殊津贴，1999年12月起至2015年7月担任华东政法大学校长，兼任中国法学会常务理事、上海市法学会副会长、全国外国法制史研究会会长。

## 著作
主要著作有：《西方法学史》、《外国法制史》、《美国法律发达史》、《英国法律发达史》、《日本法律发达史》、《中国法学史》（全3卷）、《 20世纪百位法律家》、《西方法学家列传》、《20世纪日本法学》、《法律文化史谭》、《律学考》、《法律文化三人谈》。

## 荣誉
- 1999年，第二届全国十大杰出中青年法学家